# Георг Фридрих II (Бранденбург-Ансбах)
Георг Фридрих II фон Бранденбург-Ансбах Млади (на немски: Georg Friedrich von Brandenburg-Ansbach der Jüngere; * 3 май 1678, Ансбах; † 29 март 1703, при Шмидмюлен) от фамилията Хоенцолерн, е от 1692 до 1703 г. маркграф на франкското Княжество Ансбах.

## Живот
Той е малкият син на маркграф Йохан Фридрих фон Бранденбург-Ансбах (1654 – 1686) и първата му съпруга Йохана Елизабет фон Баден-Дурлах (1651 – 1680), дъщеря на маркграф Фридрих VI фон Баден-Дурлах.
Когато по-големият му непълнолетен брат Кристиан Албрехт умира през 1692 г. Георг Фридрих II, също още непълнолетен, го наследява като маркграф на Княжество Ансбах под опекунство.
Във Войната за Пфалцкото наследство от 1695 до 1697 г. той се бие като доброволец в имперската войска. В Испанската наследствена война той успява през 1702 г. да превземе крепостта Берсело в Модена. Той пада убит на 24 години като генерал на императорската войска през 1703 г. в битката при Шмидмюлен при пресичане на река Филс. Понеже няма деца, неговото наследство отива на по-малкия му полубрат Вилхелм Фридрих фон Бранденбург-Ансбах.